# Terry Rozier
Terry William Rozier III (ur. 17 marca 1994 w Youngstown) – amerykański koszykarz, występujący na pozycji rozgrywającego, od 2024 zawodnik Miami Heat.
W 2011 zdobył złoty medal podczas turnieju Nike Global Challenge. Rok później wziął udział w meczu gwiazd amerykańskich szkół średnich – Derby Classic, został w nim wybrany MVP.
6 lipca 2019 trafił w wyniku wymiany do Charlotte Hornets. 23 stycznia 2024 został wytransferowany do Miami Heat.

## Osiągnięcia
Stan na 6 lutego 2024, na podstawie, o ile nie zaznaczono inaczej.
NCAA
- Uczestnik rozgrywek[a]: 
  - Elite 8 turnieju NCAA (2015)
  - Sweet 16 turnieju NCAA (2014, 2015)
- Mistrz[a]:
  - turnieju konferencji American Athletic (AAC – 2014)
  - sezonu regularnego AAC (2014)
- Zaliczony do:
  - I składu najlepszych pierwszorocznych zawodników AAC (2014)
  - II składu All-ACC (2015)